# Sant Agustí d'Isanta
Sant Agustí d'Isanta és una església romànica del municipi de Lladurs, a la comarca del Solsonès. És un monument protegit i inventariat dins el Patrimoni Arquitectònic Català

## Situació
L'església es troba al nord del terme municipal, sota els potents cingles de conglomerat de l'Espluga del Feixar que tanquen el Serrat de Prat d'Estaques per l'oest. Aprofita el cap d'una carena rodejada d'antics camps de conreu, ara de pastura, dominant els fondals de la Riera de Canalda des del seu marge esquerre. Una esclarissada vegetació de roures, garrics i alzineres rodeja i amaga la capella i les ruïnes del veí castell d'Isanta. Poc més enllà, al nord, es poden veure també les runes de la masia del Martí.
A llevant de l'Hostal del Cap del Pla, a la carretera LV-4241 de Solsona a Sant Llorenç de Morunys, poc abans del km. 13 (42° 5′ 26″ N, 1° 31′ 3″ E / 42.09056°N,1.51750°E), surt una pista que, en forta baixada, mena a l'indret amb poc més de mitja hora. Els últims metres es fan per un sender gens perdedor.

## Descripció

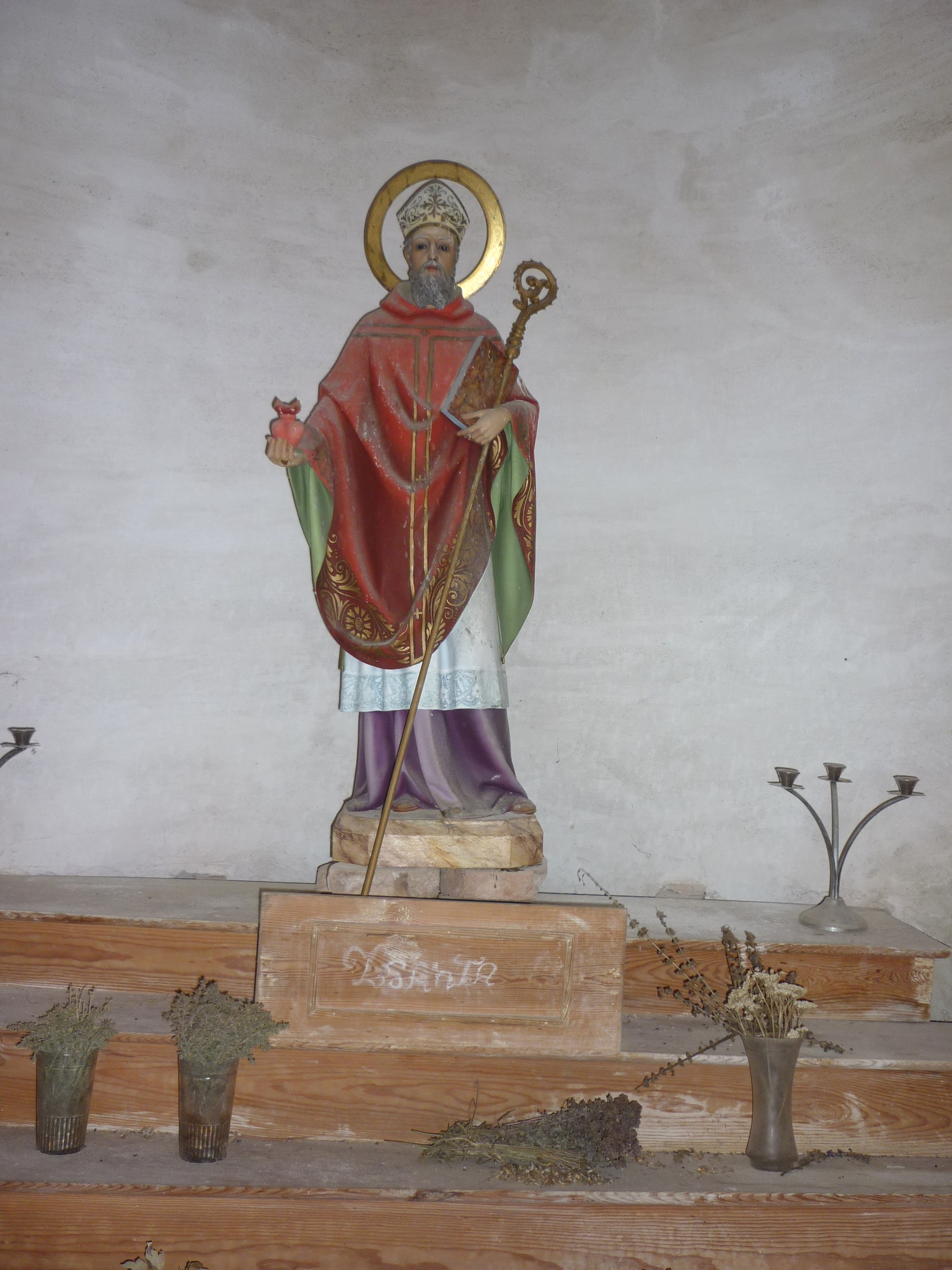
Imatge del Sant

És un edifici d'una sola nau, coberta amb volta de canó i absis semicircular. La porta d'arc de mig punt adovellada s'obre al mur de migdia. Els murs s'han reforçat amb tres contraforts, dos a tramuntana i un a migjorn. Té dues finestres d'una esqueixada, una al mur sud i l'altra al frontis, coronat per un campanar d'espadanya de dues obertures. El parament és de carreus treballats a cop de maceta i en fileres.